# Polígons convexos i còncaus
En geometria, un polígon pot ser o bé convex o bé còncau.

## Polígons convexos

Un exemple de polígon convex: un pentàgon regular

Un polígon convex és un polígon simple l'interior del qual és un conjunt convex. En altres paraules, un polígon convex és aquell en què tots els angles interiors mesuren menys de 180 graus o {\displaystyle \pi } radiants i totes les diagonals són interiors.
Les propietats següents d'un polígon simple són totes equivalents a la convexitat:
- Tot angle interior és menor o igual a 180 graus
- Tot segment que uneix dos vèrtexs es manté dintre o sobre la frontera del polígon

Un polígon simple és estrictament convex si tots els angles interns són estrictament menors de 180 graus. D'una manera equivalent, un polígon és estrictament convex si tot segment que n'uneix dos vèrtexs no adjacents és estrictament interior al polígon, excepte als punts finals.
Tot triangle no degenerat és estrictament convex. Tots els polígons regulars són convexos. Finalment, qualsevol recta que passi per un costat d'un polígon convex deixa tot el polígon completament en un dels semiplans definits per la recta.

Exemple de polígon còncau

## Polígons no convexos
Un polígon simple que no és convex s'anomena polígon no convex o còncau. Un polígon no convex sempre té un angle interior que mesura més de 180 graus.
Sempre és possible fer una partició d'un polígon no convex en un conjunt de polígons convexos. En un polígon no convex, almenys una de les diagonals és exterior al polígon. Els polígons estrellats són polígons no convex.